# جريج براونينج
جريج براونينج (بالإنجليزية: Gregg Browning)‏ هو لاعب كرة قدم أمريكية أمريكي، ولد في 12 يناير 1922 في ترينيداد في الولايات المتحدة، وتوفي في 1 فبراير 2007 في دنفر في الولايات المتحدة.

## وصلات خارجية
- جريج براونينج على موقع مرجع كرة القدم المحترفة.كوم (الإنجليزية)